# Tom Mulder

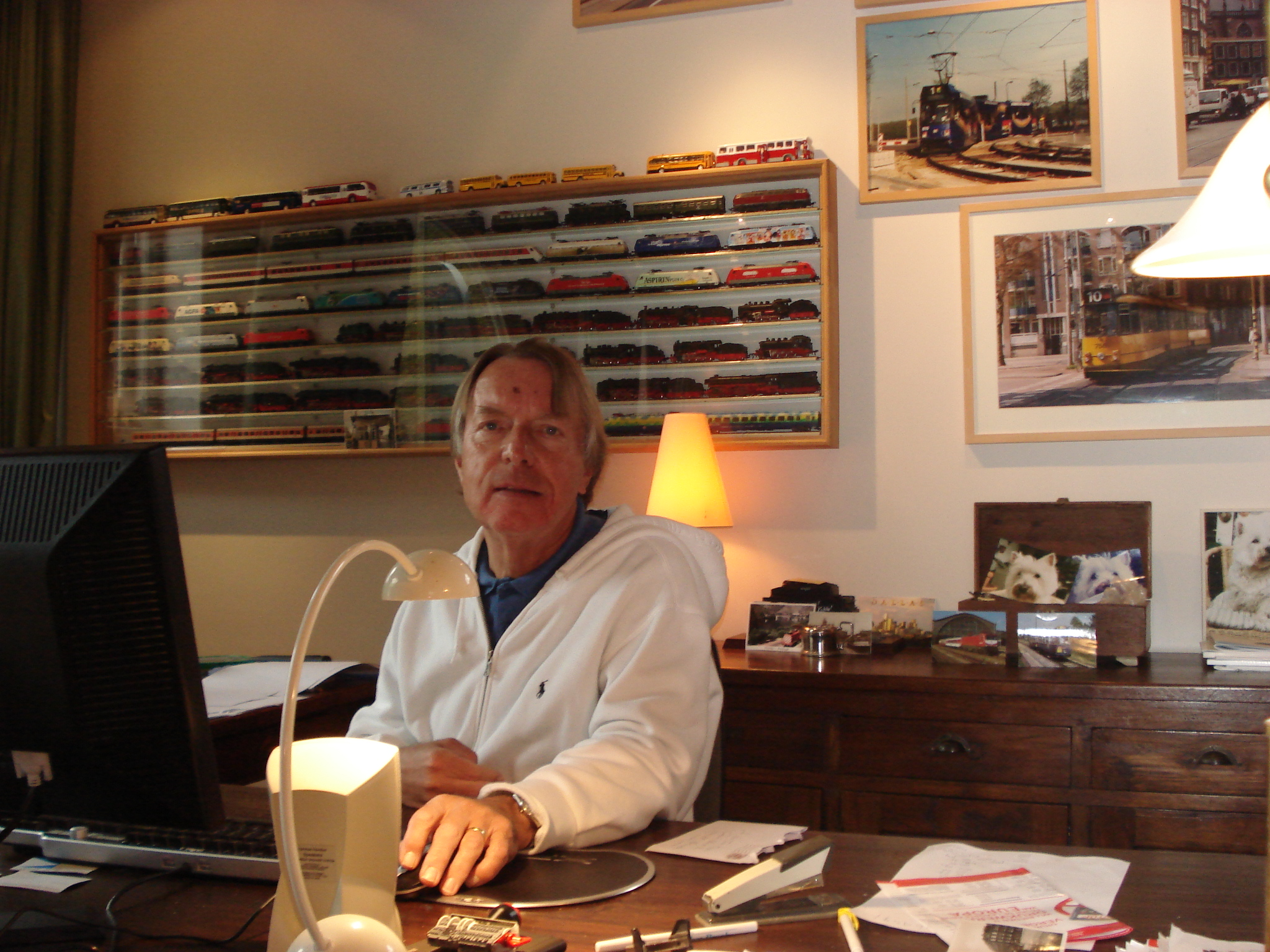
Tom Mulder als tram- en treinliefhebber in zijn kantoor (2009)

Tom Mulder (Amsterdam, 16 februari 1947 - Abcoude, 2 januari 2020) was een Nederlandse radio-diskjockey.

## Carrière

### Radio Veronica
Mulder, in het dagelijks leven werkzaam bij een Amsterdams reclamebureau, solliciteerde in 1967 als nieuwslezer bij Radio London en, daarna, bij Radio Veronica. Hij werd voor de baan echter te jong bevonden door programmaleider Willem van Kooten. In 1969, toen bij Radio Veronica een vacature ontstond door het vertrek van Eddy Becker, solliciteerde Mulder opnieuw. Nu werd hij - na het maken van een proefprogramma - wel aangenomen. Op 22 mei 1969 was hij onder het (door Henk van Dorp bedachte) pseudoniem "Klaas Vaak" voor het eerst op de zender te horen met het avondprogramma het Radio Drama. In september van dat jaar kwam Mulder in vaste dienst. Bekend wordt hij vooral als presentator van het ochtendprogramma Ook Goeiemorgen (1971-1973). Omdat Mulder vreesde dat Radio Veronica zijn langste tijd had gehad en omdat hij het niet eens was met de nieuwe programmering, kwam aan zijn dienstverband een einde in juli 1973.

### TROS
Begin augustus 1973 vertrok hij naar de TROS, die een jaar later zou promoveren tot A-omroep. Mulder werd ingeschakeld om het tijdslot van 7:00 tot 9:00 uur op Hilversum 3 voor zijn rekening te nemen. Vanaf donderdag 23 augustus 1973 t/m 29 maart 1979 was hij als lid van het befaamde TROS dj-team iedere donderdagochtend tussen 7:00 en 9:00 uur te horen als Klaas Vaak in Vaak 's ochtends op de TROS-donderdag. Hij ging er, aanvankelijk opnieuw als "Klaas Vaak", programma's presenteren als Boter, klaas en prijzen en Poster en  Nachtwacht. Vanaf 5 april 1979 kreeg het ochtendprogramma de naam Havermoutshow en vanaf donderdag 19 juli 1979 werd Boter, klaas en prijzen vervangen door het uitermate succesvolle Vijftig pop of een envelop. Al snel werd Mulder het boegbeeld van de donderdagse "TROS op 3", destijds de best beluisterde dag op Hilversum 3, vanaf 1 december 1985 Radio 3. Zijn radioprogramma's de Havermoutshow en Vijftig pop of een envelop hadden 2 tot meer dan 3,5 miljoen luisteraars.
Mulder was in die tijd samen met Krijn Torringa verantwoordelijk voor de Marlboro Disco Show, die een zomerseizoen langs de Spaanse kust toerde voor vakantiegangers uit Nederland. Ook werd er door Nederland en België getoerd met de show.
Bij de TROS was hij ook actief op televisie. Hij had van 5 oktober 1973 t/m 1 juni 1983  een vaste rol in Ren je rot en was tussen juni 1978 en december 1980  medepresentator van de TROS Top 50 op Nederland 2, samen met Ferry Maat en Ton Poppes. In 1983 presenteerde hij Te land, ter zee en in de lucht, samen met naamgenoot Tom Blom, die verantwoordelijk was voor het commentaar. Van 21 november 1986 tot en met 13 februari 1987 presenteerde hij het programma MiniStars. Na zijn Radio 3-uitzendingen op donderdag 30 juni 1988, moest Mulder gedwongen vertrekken bij de TROS na een conflict met de toenmalig algemeen directeur.

### Cable One en RTL 4
Per ingang van juli 1988 stapte Mulder gedwongen over naar Cable One, een Nederlands satellietstation dat echter reeds medio 1989 opgeheven werd. Daarna werkte hij onder meer voor RTL 4, als commentaarstem in Prijzenslag.

### Radio 10 Gold
In 1991 maakte hij zijn entree bij Radio 10 Gold nadat hij was benaderd door Herman Heinsbroek (Arcade). Naast dj was Mulder ook lange tijd programmadirecteur bij het station. In eerste instantie maakte Mulder een lunchprogramma na 12.00 uur, maar vanaf halverwege de jaren 90 presenteerde hij lange tijd een programma tussen 10.00 en 13.00 uur waarin hij bekende onderdelen presenteerde zoals 250 pop of een envelop en Gedachten voor vandaag en het weerpraatje en spreuk met Jan Visser, waarbij Mulder bij langdurige regenval aan Visser soms de vraag stelde of die kranen daarboven niet dicht konden. Mulder genoot bekendheid om zijn raadsels en het bellen van jarigen en mensen die op het punt stonden te gaan trouwen. Bovendien maakte hij vele live-uitzendingen met collega-dj's. Voorbeelden hiervan zijn uitzendingen uit Disneyland en Graceland, maar ook vanaf de Margriet Winterfair en de Libelle Zomerweek.
In 2003 besloot Radio 10 FM de programmering om te gooien met het oog op de etherfrequentieveiling. Mulder presenteerde toen het ochtendprogramma (07.00-10.00 uur) samen met Dave Donkervoort onder de naam Tom & Dave in de morgen. Nadat Radio 10 FM de veiling verloren had, moest er bij de zender bezuinigd worden. Het gevolg was dat veel dj's werden ontslagen en de programmering opnieuw gewijzigd werd. Mulder presenteerde toen tot aan de zomer van 2004 alleen het ochtendprogramma. Hierbij werd hij bijgestaan door René Verkerk en Ger van den Brink, die Mulder de "Golden Girls" noemde.

### Hersenbloeding
Op 1 augustus 2004 werd Tom Mulder door een zware hersenbloeding/CVA getroffen. Zijn programma werd vanaf 13 augustus 2004 overgenomen door Peter Rijsenbrij. In september 2004 ontving hij een Marconi Award voor zijn hele oeuvre, die namens hem in ontvangst werd genomen door de toenmalig directeur van Radio 10 Gold, Erik de Zwart. Mulder herstelde gedeeltelijk en kwam op 4 april 2006 weer terug op Radio 10 Gold, waar hij tussen 12:00 en 13:00 uur zijn onderdeel 50 pop of een envelop presenteerde in het programma van Peter Holland. Ondanks de vreugde over zijn terugkomst viel het hem zwaar en moest hij na korte tijd weer met zijn werkzaamheden stoppen. Eind november 2006 werd hij voor de WAO 100 procent afgekeurd. Daarop besloot de directie van Talpa Radio om zijn dienstverband te beëindigen. Enkele maanden later besloot Talpa Radio meerdere dj's te ontslaan bij de zender, om zodoende op de zender te bezuinigen vanwege teruglopende adverteerdersinkomsten. Sinds 2006 werkte Mulder samen met een revalidatie arts aan zijn herstel en krabbelde langzaam weer op.
Vlak voor kerst 2019 ging het echter weer bergafwaarts met de gezondheid van Tom Mulder en kreeg hij wederom een infarct. Mulder overleed uiteindelijk op 2 januari 2020 aan de gevolgen van dit tweede infarct.

### Privé
Tom Mulder was getrouwd en woonde met zijn vrouw Simone in Abcoude.
Mulder overleed op 72-jarige leeftijd. Zijn overlijden werd door oud TROS Hilversum 3 collega (mei 1984 - april 1986) Erik de Zwart namens de familie op 9 januari 2020 bekendgemaakt, hij was op dat moment al gecremeerd.

## Trivia
- Naast zijn belangstelling voor radio interesseerde Mulder zich ook voor trams en treinen. Hij was vaak te vinden op plaatsen waar men oude trams en treinen kan bezichtigen en heeft duizenden foto's gemaakt. Ook schreef hij in de loop der jaren 195 tramcolumns op een website gewijd aan de Amsterdamse tram.
- Radio Veronica-medewerkers en diskjockeys Ad Bouman, Hans Mondt, Tom Collins, Gerard de Vries en Klaas Vaak namen begin 1970 onder de naam De Binkies de carnavalshit Met carnaval op. Het reikte niet verder dan de Tipparade.
- Toen de Coen en Sandershow nog op NPO 3FM werd uitgezonden, kwam Tom Mulder voor wanneer het gesprek van "Jochem Dopvleugel" eindigde. Er werd dan gezegd dat ze met Tom Mulder spraken waarna zijn TROS naam jingle volgde en een imitatie door Coen Swijnenberg.